# 河田町 (津島市)
河田町（かわだちょう）は、愛知県津島市の地名。現行行政地名は河田町一丁目及び河田町二丁目。

## 地理
津島市西部に位置する。東から北は上新田町、西は大縄町、南は下新田町に接する。

## 歴史

### 沿革
- 1953年（昭和28年） - 津島市大字向島の一部により、同市河田町として成立[1]。

## 世帯数と人口
2018年（平成30年）1月1日現在の世帯数と人口は以下の通りである。
| 丁目                 | 世帯数 | 人口 |
| -------------------- | ------ | ---- |
| 河田町一丁目・二丁目 | 19世帯 | 44人 |

### 人口の変遷
国勢調査による人口の推移
| 1995年（平成7年）  | 53人 | [ 7 ]  |  |
| 2000年（平成12年） | 52人 | [ 8 ]  |  |
| 2005年（平成17年） | 53人 | [ 9 ]  |  |
| 2010年（平成22年） | 48人 | [ 10 ] |  |
| 2015年（平成27年） | 46人 | [ 11 ] |  |

## 学区
市立小・中学校に通う場合、学区は以下の通りとなる。また、公立高等学校に通う場合の学区は以下の通りとなる。
| 丁目         | 番・番地等 | 小学校           | 中学校             | 高等学校 |
| ------------ | ---------- | ---------------- | ------------------ | -------- |
| 河田町一丁目 | 全域       | 津島市立西小学校 | 津島市立天王中学校 | 尾張学区 |
| 河田町二丁目 | 全域       | 津島市立西小学校 | 津島市立天王中学校 | 尾張学区 |

## その他

### 日本郵便
- 郵便番号 : 496-0877[4]（集配局：津島郵便局[14]）。